# تشارلز مارتنيه
تشارلز مارتنيه (بالإنجليزية: Charles Martinet)‏ مواليد 17 سبتمبر 1955 في كاليفورنيا، الولايات المتحدة، هو ممثل وممثل صوتي أمريكي معروف بتقديمه صوت شخصية ماريو في سلسلة ألعاب نينتندو الشهيرة. أدى أيضا أصوات شخصيات أخرى في نفس السلسلة مثل لويجي، واريو ووالويجي.

## السيرة الذاتية
ولد عام 1955 وهو من أصول فرنسية ويتحدث الفرنسية بطلاقة.

## أعمال

### ألعاب فيديو
- سوبر ماريو 64
- دكتور سوس
- سوبر ماريو سانشاين
- ماريو باور تينس
- ماريو أند لويجي: سوبرستار ساجا
- نيو سوبر ماريو برذرز
- ماريو أند لويجي: بارتنرز إن تايم
- كاين آند لينش: ديد من
- سوبر ماريو جلاكسي
- ماريو بارتي (سلسلة)
- وورلد إن كونفليكت
- سوبر سماش برذرز براول

## روابط خارجية
- تشارلز مارتنيه على موقع IMDb (الإنجليزية)
- تشارلز مارتنيه على موقع روتن توميتوز (الإنجليزية)
- تشارلز مارتنيه على موقع ألو سيني (الفرنسية)
- تشارلز مارتنيه على موقع ميوزك برينز (الإنجليزية)
- تشارلز مارتنيه على موقع أول موفي (الإنجليزية)
- تشارلز مارتنيه على موقع قاعدة بيانات الأفلام السويدية (السويدية)
- تشارلز مارتنيه على موقع ديسكوغز (الإنجليزية)
- تشارلز مارتنيه على موقع قاعدة بيانات الفيلم (الإنجليزية)
- تشارلز مارتنيه على موقع كينوبويسك (الروسية)